# Историја Туниса

## Класично доба
У стара времена, град Картагина се налазио близу места на коме је данас град Тунис. Картагина је била највећи супарник Рима у борби за доминацију западним Медитераном. Након пада Картагине Тунис су заузели Римљани који су владали овим подручјем до доласка Вандала. Картагина је постала престоница Вандала, а Вандали су проширили хришћанство на овом подручју, које су убрзо примили и Бербери који су у то време живели у средњем и јужном делу Туниса. Након Вандала Тунис је освојила Византија. 

## Средњи век
У седмом веку Тунис су заузели Арапи, поразивши хришћанску Византијску и Берберску армију. Тада је изграђен муслимански свети град Керуан, као симбол победе над хришћанима. 
Види: Аглабиди, Фатимиди, Алмохади, Хафсиди
У средњем веку Тунис је постао део Османског царства. 

## Модерна историја
У деветнаестом веку, земља је добила већу аутономију, иако је званично још увек била део Османског царства. У пролеће 1881, Французи су освојили Тунис пребацивши своје трупе које су се налазиле у Алжиру. Италија, која је такође била заинтересована за Тунис, је протестовала, али није ризиковала сукоб са Француском. Тунис је 12. маја те године званично постао француска колонија. 
Током Другог светског рата, Тунис је до 1943. године био под контролом Немачког афричког корпуса. Након пораза у Либији, Ервин Ромел је поставио линију одбране у јужном Тунису, коју је држао до тренутка када је рањен и пребачен у Немачку на лечење. Убрзо након тог догађаја савезници освајају цели Тунис. Тунис је био база за савезничку инвазију на Сицилију. 

## Тунис до независности
Тунис је независност добио 20. марта 1956, као монархија са Бегом, Мунамед VIII ал-Амином, као краљем Туниса. Премијер Хабиб Бургиба је срушио монархију 1957. године и успоставио једнопартијску државу чији је био председник. Хабиб Бургиба је био председник 31 годину у којој је увео грађанске законе и права за жене. У то време Тунис је био чланица Покрета несврстаних, а Хабиб Бургиба је био близак са председником Југославије Титом. Председник Бургиба је са власти срушен под изговором да због старости не може да обавља своју функцију, а заменио га је премијер Зин ел Абидин ибн Али 7. новембра 1987. Бен Али је био председник Туниса све до народне побуне када је побегао у Саудијску Арабију 14. јануара 2011.
У септембру 2021. године Каис Саиед је најавио предстојећу реформу Устава из 2014. и формирање нове владе.